# Luksemburska liga w hokeju na lodzie
Luksemburska liga w hokeju na lodzie – dawna liga hokeja na lodzie, będąca mistrzostwami Luksemburga w tej dyscyplinie. Pierwszą edycję rozegrano w sezonie 1993/1994, a ostatnią w sezonie 2002/2003. Wszystkie siedem edycji wygrała drużyna Tornado Luxembourg.

## Sezony i zwycięzcy
| Sezon     | Zwycięzca          |
| --------- | ------------------ |
| 2002/2003 | Tornado Luxembourg |
| 2001/2002 | Tornado Luxembourg |
| 2000/2001 | Tornado Luxembourg |
| 1999/2000 | Tornado Luxembourg |
| 1998/1999 | Tornado Luxembourg |
| 1997/1998 | Tornado Luxembourg |
| 1993/1994 | Tornado Luxembourg |